# Cantalapiedra
Cantalapiedra – gmina w Hiszpanii, w prowincji Salamanka, w Kastylii i León, o powierzchni 71,15 km². W 2011 roku gmina liczyła 1085 mieszkańców.